# 하얼빈 국제 컨벤션 전시 스포츠센터
하얼빈 국제 컨벤션 전시 스포츠센터(哈尔滨国际会议展览体育中心, 하얼빈 국제회의전람체육중심)은 중화인민공화국 헤이룽장성 하얼빈시에 있는 동계 스포츠 센터로 2025년 동계 아시안 게임의 개막식과 폐막식이 열리는 주경기장이다. 2007년 중국배 피겨스케이트 (en:Cup of China), 2009년 동계 유니버시아드 등도 이곳에서 개최되었다.
하얼빈 국제 컨벤션 전시 스포츠센터는 국제 회의와 전람회, 스포츠 경기 등을 개최할 목적으로 지어진 복합 센터이다.